# Pointe des Bananiers
La pointe des Bananiers est un cap de Guadeloupe situé en Basse-Terre sur le lieu-dit Bananier appartenant administrativement à Capesterre-Belle-Eau.

## Géographie
La pointe marque la limite de l'anse Salée qui abrite la plage de Bananier. La rivière du Bananier y a son embouchure.

## Histoire
La pointe marque la limite des territoires de Capesterre-Belle-Eau et de Trois-Rivières.